# Шпильфельд (Штирия)
Шпильфельд (нем. Spielfeld (Steiermark)) — коммуна (нем. Gemeinde) в Австрии, в федеральной земле Штирия. 
Входит в состав округа Лайбниц.  Население составляет 1011 человек (на 31 декабря 2005 года). Занимает площадь 10,11 км². Официальный код  —  61 039.

## Политическая ситуация
Бургомистр коммуны — Хайдрун Вальтер (СДПА) по результатам выборов 2005 года.
Совет представителей коммуны (нем. Gemeinderat) состоит из 15 мест.
- СДПА занимает 8 мест.
- АНП занимает 5 мест.
- независимые: 2 места.